# 紐約縣地方檢察官
紐約縣地方檢察官（英語：New York County District Attorney），又稱曼哈頓地方檢察官（Manhattan District Attorney），是紐約州紐約縣（曼哈頓）民選的地方檢察官。該辦公室負責起訴違反紐約州法律的行為（曼哈頓違反聯邦法律的行為由紐約南區檢察官起訴）。現任地方檢察官是白艾榮。
地區檢察官在法律上被允許授權對輕微犯罪或違法行為進行起訴。檢察官通常不處理紐約市刑事法院傳喚的法庭案件，曼哈頓地區檢察官與紐約市警察局有一份諒解備忘錄，允許紐約市警局的法律局有選擇地起訴他們。

## 历任
- 小賽勒斯·萬斯（英语：Cyrus Vance Jr.），2010年1月1日-2022年1月1日
- 白艾榮，2022年1月1日—